# لیو یین کینگ
لیو یین کینگ (انگلیسی: Liu Yinqing؛ زادهٔ ۸ فوریهٔ ۱۹۷۶) ورزشکار شمشیربازی اهل چین است.
وی در مسابقات کشوری و بین‌المللی در مجموع برندهٔ ۱ مدال برنز شده‌است.